# Cyrtoptyx flavida
Cyrtoptyx flavida is een vliesvleugelig insect uit de familie van de Pteromalidae. De wetenschappelijke naam is voor het eerst geldig gepubliceerd in 2003 door Xiao, Chen & Huang.